# Hernando Bohórquez
Hernando Bohórquez Sánchez (Umbita, 22 giugno 1992) è un ciclista su strada colombiano, professionista dal 2017.

## Piazzamenti

### Grandi Giri
- Vuelta a España

2017: 92º

### Competizioni mondiali
- Campionati del mondo su strada

Valkenburg 2012 - Cronometro Under-23: 35º
Valkenburg 2012 - In linea Under-23: 7º
Ponferrada 2014 - In linea Under-23: 7º